# Tirà cuaforcat
El tirà cuaforcat (Muscipipra vetula) és un ocell de la família dels tirànids (Tyrannidae) i única espècie del gènere Muscipipra.

## Hàbitat i distribució
Matolls de l'est del Paraguai. Nord-est de l'Argentina i sud-est del Brasil.